# أليكسس جوردان
أليكسس جوردان (بالإنجليزية: Alexis Jordan) وهي مغنية و ممثلة أمريكية ولدت في يوم 7 أبريل 1992 في مدينة كولومبيا، كارولاينا الجنوبية في الولايات المتحدة، أليكسس نالت شهرتها بعد مشاركتها في برنامج أمريكا غوت تالنت في الموسم الأول في 2006.

## روابط خارجية
- أليكسس جوردان على موقع IMDb (الإنجليزية)
- أليكسس جوردان على موقع روتن توميتوز (الإنجليزية)
- أليكسس جوردان على موقع ميوزك برينز (الإنجليزية)
- أليكسس جوردان على موقع أول ميوزيك (الإنجليزية)
- أليكسس جوردان على موقع ديسكوغز (الإنجليزية)